# Palaeacaridae
Palaeacaridae är en familj av kvalster. Enligt Catalogue of Life ingår Palaeacaridae i överfamiljen Palaeacaroidea, ordningen Sarcoptiformes, klassen spindeldjur, fylumet leddjur och riket djur, men enligt Dyntaxa är tillhörigheten istället ordningen kvalster, klassen spindeldjur, fylumet leddjur och riket djur. Enligt Catalogue of Life omfattar familjen Palaeacaridae 6 arter. 
Kladogram enligt Catalogue of Life och Dyntaxa:
| Palaeacaridae | \| \| Palaeacaroides \| \| \| \| \| \| Palaeacarus \| \| \| \| |
|               | \| \| Palaeacaroides \| \| \| \| \| \| Palaeacarus \| \| \| \| |
|               | Aphelacaridae                                                  |
|               |                                                                |
|               | Ctenacaridae                                                   |
|               |                                                                |
|               | Palaeacaroides                                                 |
|               |                                                                |
|               | Palaeacarus                                                    |
|               |                                                                |

|  | Palaeacaroides |
|  |                |
|  | Palaeacarus    |
|  |                |